# Aero Mongolia

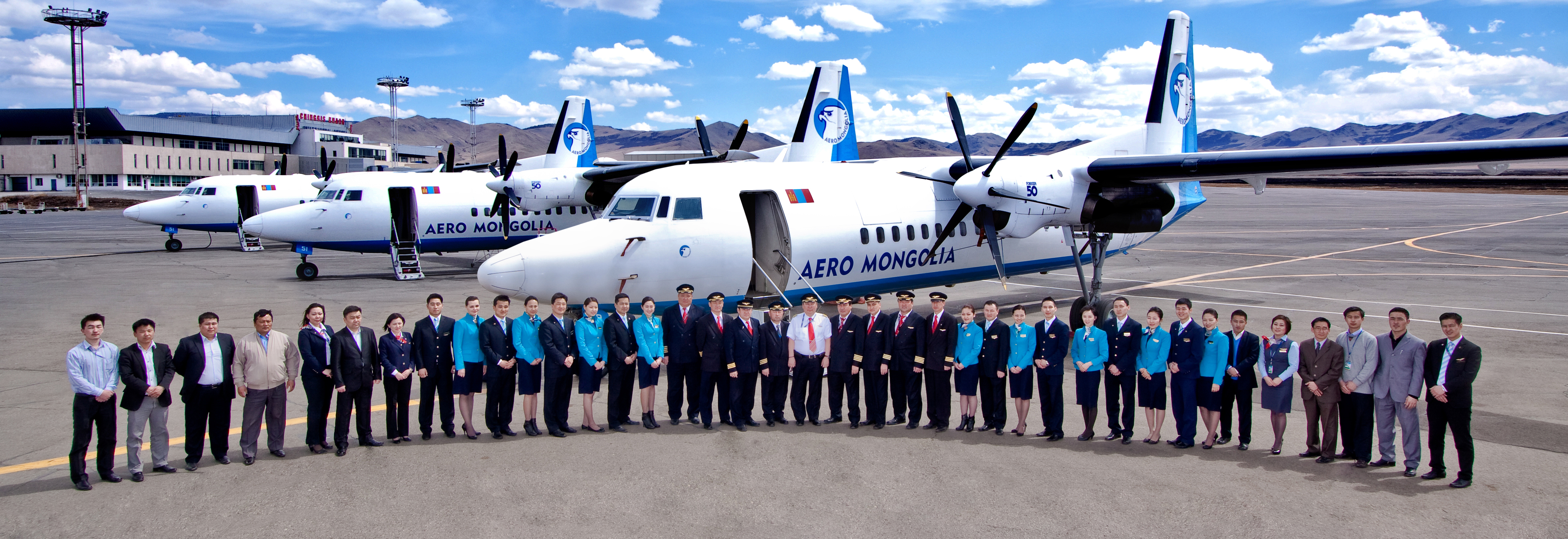
Letka a posádka aerolinek

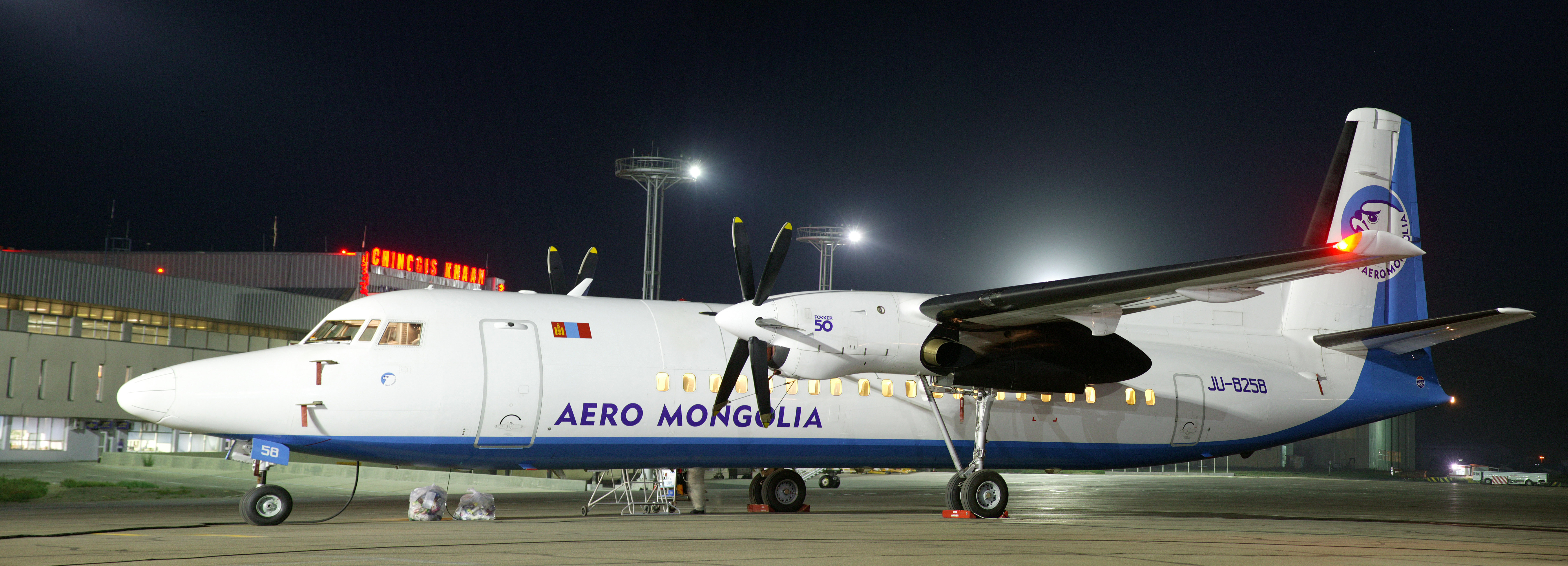
Fokker 50 v barvách Aero Mongolia

Aero Mongolia je mongolská letecká společnost. Základnou je těmto aerolinkám Čingischánovo mezinárodní letiště v hlavním městě Ulánbátaru. Společnost byla založena v roce 2001, první let byl proveden v květnu roku 2003.

## Destinace
Tato společnost provozuje lety mezi 12 mongolskými a třemi zahraničními letišti.
- Mongolsko – Altaj, Čojbalsan, Dalanzadgad, Uliastaj-Donoj, Chovd, Mörön, Ölgij, Ojutolgoj, Ovót, Tavantolgoj, Ulánbátar, Ulángom
- Čína – Chöch chot, Urumči
- Rusko – Irkutsk